# La Unión, Los Ríos
La Unión är en ort i Chile.   Den ligger i regionen Región de Los Ríos, i den södra delen av landet, 800 km söder om huvudstaden Santiago de Chile. La Unión ligger 32 meter över havet och antalet invånare är 26 298.
Terrängen runt La Unión är platt åt sydost, men åt nordväst är den kuperad. La Unión är det största samhället i trakten.
Trakten runt La Unión består till största delen av jordbruksmark. Runt La Unión är det ganska glesbefolkat, med 28 invånare per kvadratkilometer.